# Joel Othén
Joel Othén, född 6 september 1985, är en svensk bandymålvakt. Moderklubb är Skutskärs IF. Han har vunnit två SM-guld med Sandvikens AIK, och spelade mellan säsongerna 2013/14 och 2015/16 i ryska SKA Neftianik i Chabarovsk. Den sista säsongen utsågs han till hela ryska ligans bäste målvakt. 

I april 2016 värvades han tillbaka till Sandvikens AIK. Joel Othén deltog för första gången i ett VM i turneringen i Uljanovsk i februari 2016, som andremålvakt bakom veteranen Andreas Bergwall. Dessförinnan hade han representerat Sverige i landslagssammanhang sedan 2011, men aldrig i en VM-turnering.